# Charles Forster (Geistlicher)
Charles Forster (* 1787; † 1871) war ein irischer anglikanischer Geistlicher und Schriftsteller.

## Leben
Forster, ein Sohn des Solicitor William Pragmaticus Forster aus dem County Kerry, studierte ab 1807 am Trinity  College Dublin, wo er 1812 den Grad eines Bachelor of Arts BA erwarb. 1820 erwarb er auch den Titel eines Master of Arts, 1821 den eines Bachelor of Divinity. Schon als Student schloss er sich dem Laientheologen Alexander Knox und dem anglikanischen Priester John Jebb an. Jebb, der 1812 das Pfarramt in Abington (County Limerick) übernahm, holte Forster 1813 als seinen Kuraten nach. Als Jebb 1822 zum Bischof von Limerick berufen wurde, machte er Forster zum Kaplan und Leiter des Prüfungsamtes. Gemeinsam mit Knox hielten Jebb und Forster engen Kontakt zur evangelikalen „Clapham Sect“ in London. 1833 heiratete Forster Laura Thornton, eine Tochter des Politikers Henry Thornton, der eine führende Rolle in der Clapham Sect spielte.
Nach Jebbs Tod ging Forster 1834 als Perpetual Curate nach Ash (Kent). 1835 wurde er nebenamtlich zu einem der Prediger an der Kathedrale von Canterbury ernannt. 1838 übernahm er das Pfarramt in Stisted (Essex), das er bis zu seinem Tod innehatte.
Forster hatte mehrere Söhne, darunter den Architekten Edward Morgan Llewellyn Forster. Dessen Sohn, der Schriftsteller E. M. Forster, behandelte in seiner Biografie über seine Großtante Marianne Thornton auch deren Schwager, seinen Großvater.
Forster verfasste mehrere Bücher, darunter eine Biografie seines Förderers Jebb (1836) und eine Untersuchung über den Hebräerbrief (1838). Sein bekanntestes Buch war das bereits 1829 erschienene Mahometanism  Unveiled, eine apologetische Auseinandersetzung mit dem Islam.